# ザドンスクのティーホン
ザドンスクの聖ティーホン（1724年 - 1783年, ロシア語: Тихон Задонский）は、正教会の聖人（奇蹟者・成聖者）であり主教・神学者。
ドストエフスキーがロシア虚無主義に返答するために、『カラマーゾフの兄弟』に登場する長老ゾシマと、『悪霊』に登場する主教ティーホンのモデルとしたのは、このザドンスクのティーホンであるとされる。健康上の理由で早くに主教位を退いて隠遁し、膨大な著作を残した。

## 生涯
ノヴゴロド主教区のコロツカ（Короцко）に生まれた。父親を早くに亡くし、窮乏の中で日々働く少年時代だった。13歳の時、ノヴゴロド大主教区の神学校に入学。1754年には神学校でギリシャ語・レトリック・哲学の教鞭をとる。1758年に修道士となり、修道名ティーホンを受けた。トヴェーリにある修道院の掌院を務めた後、1761年に主教に叙聖され、ノヴゴロド大主教区の副主教となる。
1763年にヴォロネジとエレツクの主教となった。非常に人気のある近づき易い主教であったと伝えられる。オリョールから黒海に至るほどの広大さ、大半が新開地であり、多数の古儀式派教徒が存在し、軍の頻繁な介入があるという難しい教区の管轄にあたり、精力的に同地にあった異教の習慣・異端に対抗するため教育の拡充に夜も寝ずに取り組んだが、身体がそれ程強い方ではなかったために健康を害し、1767年に主教職から退いて教区から約40kmほど離れた修道院に隠棲した。
1769年にはザドンスクにある生神女誕生修道院（Задонский Рождество-Богородицкий монастырь）に移る。質素な生活を送りつつ、多くの著作を残した。1889年にモスクワで出版されたティーホン・ザドンスキイ著作集全五巻は、B5判二段組印刷で総1755頁（註・索引を除く）に及ぶ膨大なものとなっている。著書の傾向として、肉的人間と神゜的人間の対比が初期の論文で登場している事にもみられるように、禁欲主義と、この世の全てを捨て去る事まで意味するものではないが世俗からの離脱といった、ギリシャ教父思想への帰還ともとれる性格が指摘されることがある。
ティーホンは常に聖神゜（聖霊）の霊感のもとに著作をしていた。弟子によれば、彼の隠棲所はしばしば天国の光で照らされていた。庵付きの修道士チェボタレフによれば、ティーホンの想いは常に孤独と無人の暮らしへと向けられており、主教位ばかりか修道士としての立場まで捨てて一介の百姓となり、樹を切り水を運び粉を挽きパンを焼くという労働に勤しむという生活を希望しており、さらにアトス山への強い憧れを語っていたという。愛についての説教では、聖金口イオアンを引用していた。神の体験的認識として考えられる生ける神学を渇望し、ロシア貴族が自称する「啓蒙された」党派のヴォルテール主義に対して反動していた。
また、「内面化された修道生活」として、在俗信徒の尊厳さを説き、教会権威者に対して次のように書き送った。「修道者の数を増やすことを急いではならない。修道服は人を救うものではない。平服を着、従順、謙虚、貞潔の精神を持つ者こそ内面化された修道生活の真の修道者である。」
ティーホンは周囲の人々に寛容に接していた。修道士である友人が斎期にあるにもかかわらず魚を食べているときにたまたま部屋に入ってしまった際、うろたえて立ち上がった友人に対して「お座り下さい。愛は斎よりも尊い。」と言った。信徒達の悲しみや苦しみを慰め、地主達に働きかけて民に対する思いやりの心を起こさせた。支援者からの寄附は、全て貧しい人々に施した。
生神女マリヤ、首座使徒ペトル・パウェルを、夢や空中に見たり、1812年の対ナポレオン戦争でのロシアの勝利を預言したりするといった奇蹟が伝えられている（この故に「奇蹟者」の称号が付けられている）。
ある朝、目覚めると左頬と左足がしびれ、左手が震えている事に気付いた。この病をザドンスクのティーホンは喜びをもって受入れる。病を得ていた間、頻繁に領聖した。晩年には天国への階梯の夢を見た。
1783年8月13日（主日：日曜日）に永眠、59歳であった。1861年8月13日（主日：日曜日）に列聖。記憶日は8月13日（ユリウス暦使用教会ではグレゴリオ暦の8月26日に相当）。

## 著作の一部
- Святитель Тихон Задонский - 成聖者ザドンスクのティーホン
  - Об истинном христианстве. - 「真のハリストス教（キリスト教）について。」
    - （ロシア語） 第一巻第一部, 第一巻第二部, 第二巻前半, 第二巻後半

  - Сокровище духовное, от мира собираемое - 「神゜の寶（霊の宝）、世界から集められるもの」[5]
    - （ロシア語） 前半, 後半

  - （ロシア語） Плоть и дух - 「肉と神゜（霊）」[5]
  - （ロシア語） Письма（書簡集）
  - （ロシア語） Слова（言葉集）